# Marsonia (champignon)
Diplocarpon rosae
Espèce
Espèce
Le Marsonia, Marssonina rosae ou Diplocarpon rosae, est une espèce de champignons microscopiques, pathogène des rosiers, responsable de la « maladie des taches noires du rosier » qui provoque une chute partielle ou même totale des feuilles.
Selon Index Fungorum (19 juin 2013), Marssonina rosae serait un synonyme de Diplocarpon rosae, mais selon MycoBank (19 juin 2013), les deux noms Marssonina rosae et Diplocarpon rosae seraient valides.

## Description
Il apparaît sous forme de taches arrondies violacées, puis brun noirâtre sur les feuilles. Sur le pourtour des taches se développe un faisceau de fibrilles qui s'élargit et s'entoure d'une auréole jaune finissant par décolorer la feuille entière. Il peut même attaquer les tiges qui présentent des décolorations sur l'écorce formant des marques bleu foncé qui noircissent et donnent des chancres.
Les taches noires sont une réaction de la plante à l'attaque des mycéliums du champignon porteurs des minuscules pustules qui sont les fructifications du champignon, les acervules. Chaque tache de 5 à 10 millimètres peut libérer jusqu'à 30 000 spores, les conidies.
L'attaque se développe très rapidement et son cycle est d'une semaine. La moindre éclaboussure (pluie, arrosage) fait éclater les acervules provoquant la dissémination du marsonia.

## Traitement
Les fongicides spécifiques « maladie des rosiers » sont efficaces en traitement curatif mais il vaut mieux traiter avant que la maladie n'apparaisse car le traitement curatif, s'il empêche le champignon de proliférer, ne fait pas disparaître les taches. En cas d'attaque il ne faut plus arroser les rosiers seulement leur fournir de l'eau au pied de la plante.
Les rosiers des variétés anciennes, comme les rosiers musqués, résistent mieux à l'attaque du marsonia. La variété « Emera » aux généreux bouquets de petites roses est totalement indemne de ce champignon.

### EspèceMarssonina rosae
- (en) Catalogue of Life : Marssonina rosae (Lib.) Died. 1915 Non Valide (consulté le 19 juin 2013)
- (en) Index Fungorum : Marssonina rosae (Lib.) Died. 1915 Non valide (consulté le 19 juin 2013)
- (en) MycoBank : Marssonina rosae (Lib.) Died. (consulté le 19 juin 2013)
- (en) NCBI : Marssonina rosae (taxons inclus) (consulté le 19 juin 2013)

### EspèceDiplocarpon rosae
- (en) Catalogue of Life : Diplocarpon rosae F.A. Wolf (consulté le 17 décembre 2020)
- (en) Index Fungorum : Diplocarpon rosae F.A. Wolf 1912 (consulté le 19 juin 2013)
- (fr + en) ITIS : Diplocarpon rosae  (Fries) Wolf (consulté le 19 juin 2013)
- (en) MycoBank : Diplocarpon rosae F.A. Wolf (consulté le 19 juin 2013)
- (en) NCBI : Diplocarpon rosae (taxons inclus) (consulté le 19 juin 2013)